# Bote

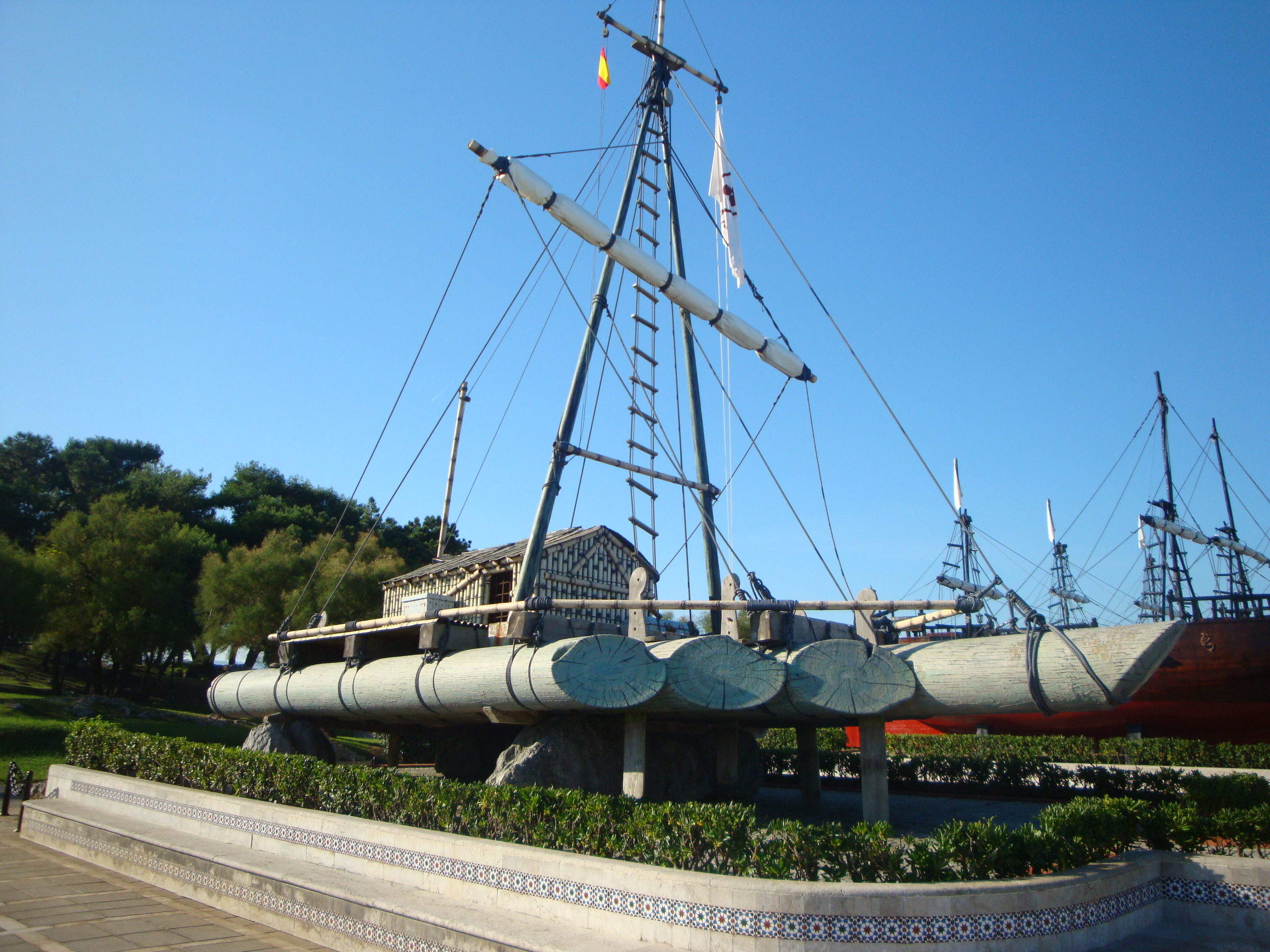
Bote anclado en la península de La Magdalena, Santander (España)

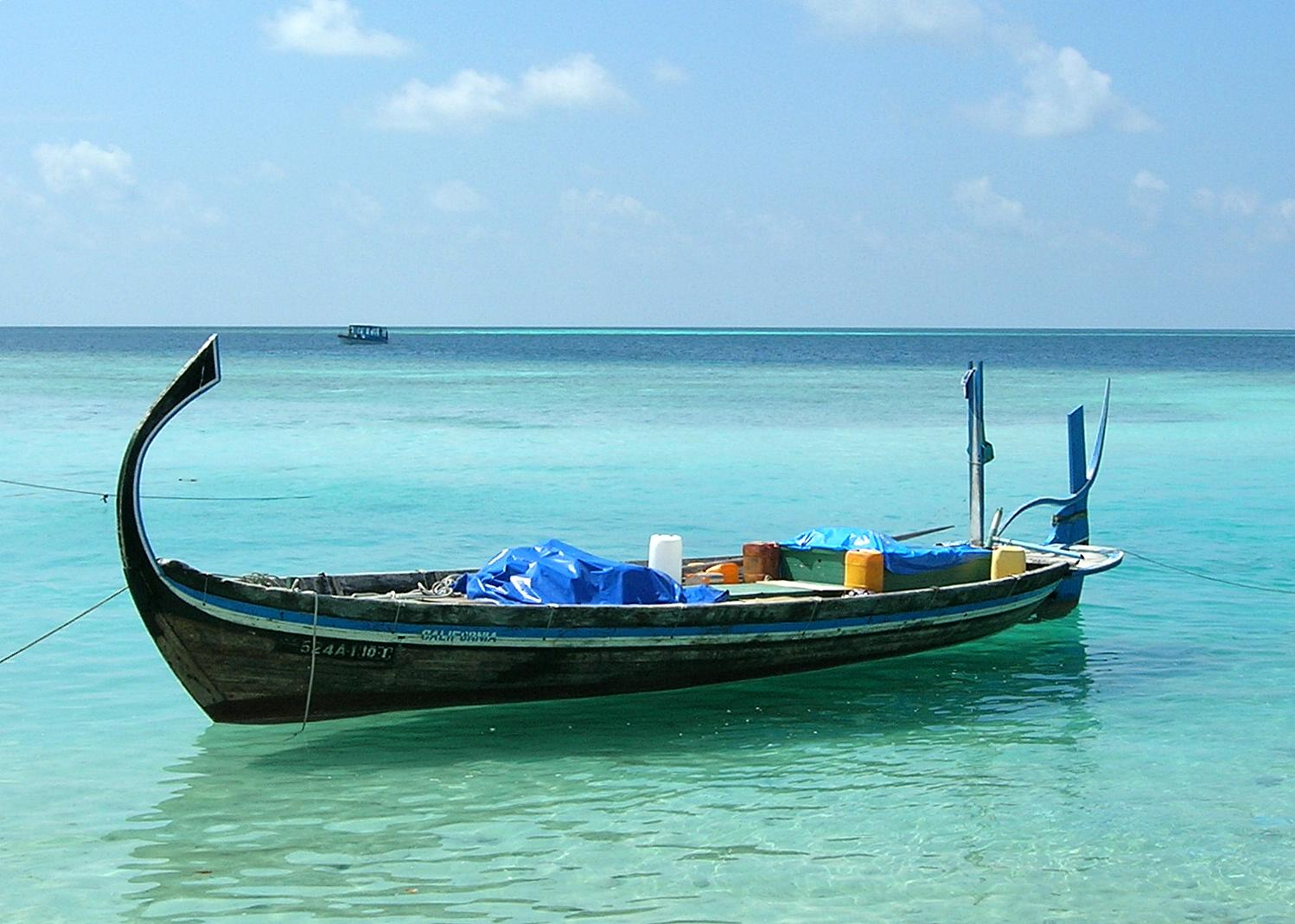
Doni, bote tradicional de pesca en las Maldivas.

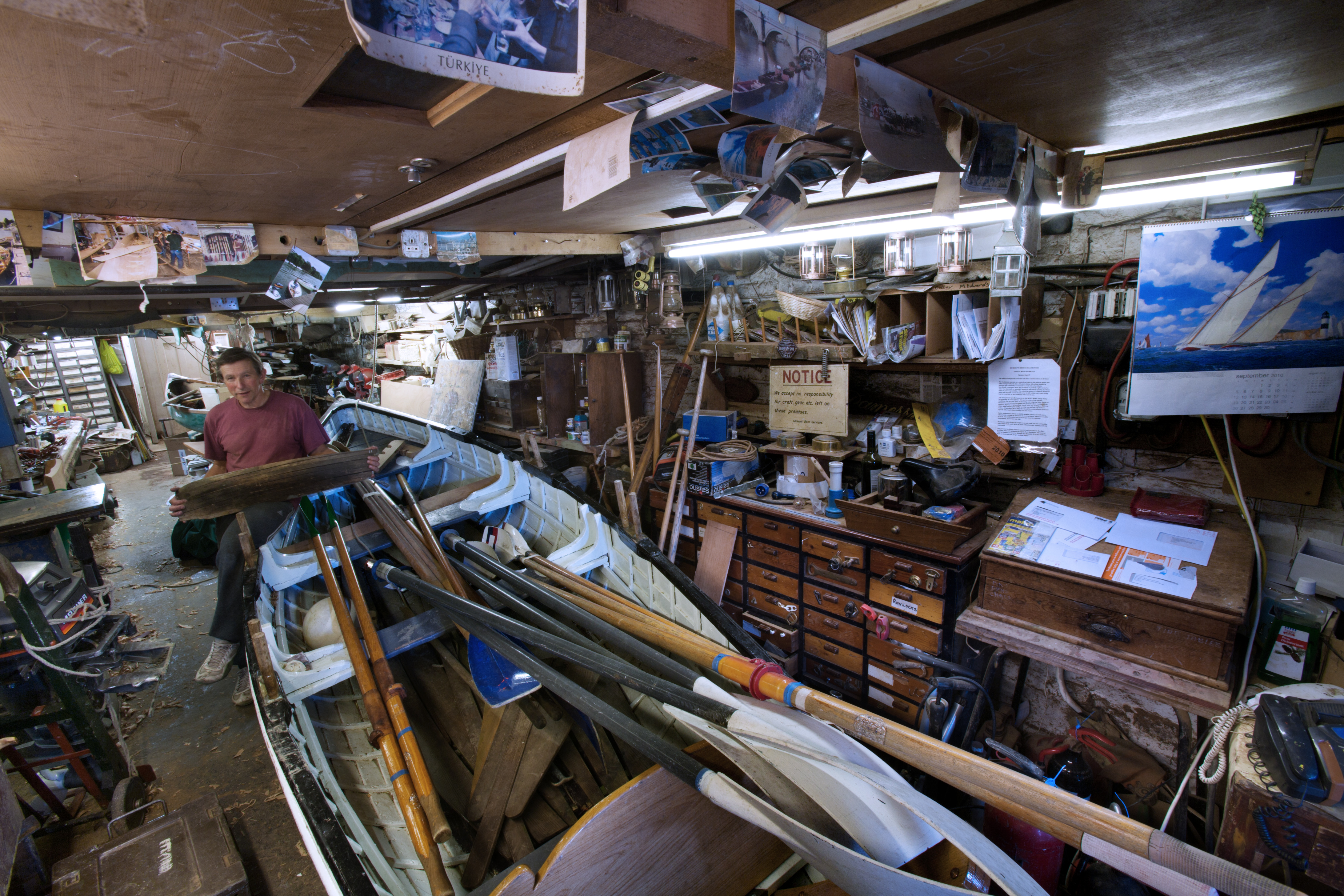
Constructor de botes en Londres.

En náutica, el bote (ant. esquife, batel) es una embarcación pequeña (a diferencia del navío que es una embarcación grande) que es transportada y da apoyo a un navío; o actúa por sí sola. (fr. canot; ing. boat; it. botta)

## Descripción
Responde a las necesidades de vía marítima o fluvial y ofrece diversas actividades como el transporte de personas o mercancías, la guerra naval, la pesca, la navegación u otros servicios tales como la seguridad de otros buques.
Eran, y aún se siguen construyendo, a base de madera, o desde mediados del siglo XX también plástico, ya que esta posee buenas características de impermeabilidad, además de ser resistente a los cambios de humedad a los que se verá sometida durante la vida útil de la embarcación. Desde hace tiempo también es posible encontrar botes fabricados con fibra de vidrio.
Su propulsión puede ser a remo, a vela o a motor. 
Se usan para realizar travesías de corta distancia, principalmente para la pesca tradicional, el turismo, recreo y como medio de seguridad llevándolos en embarcaciones más grandes para evacuarlos casos de emergencia.

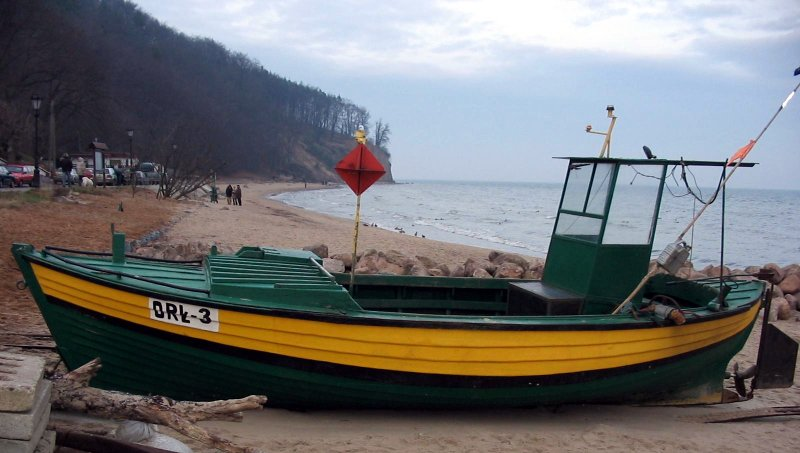
Bote en la playa.

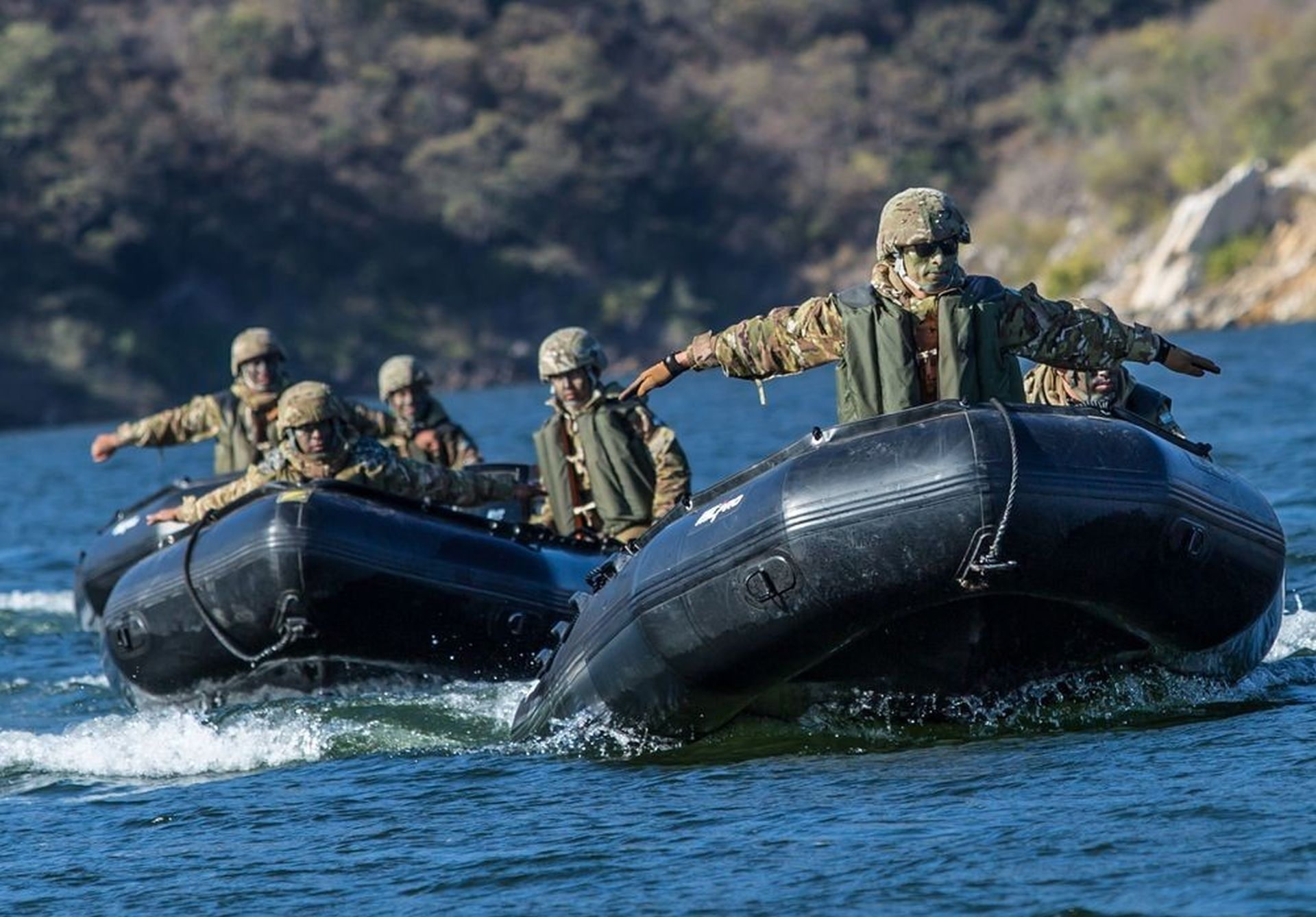
Bote inflable.

## Historia

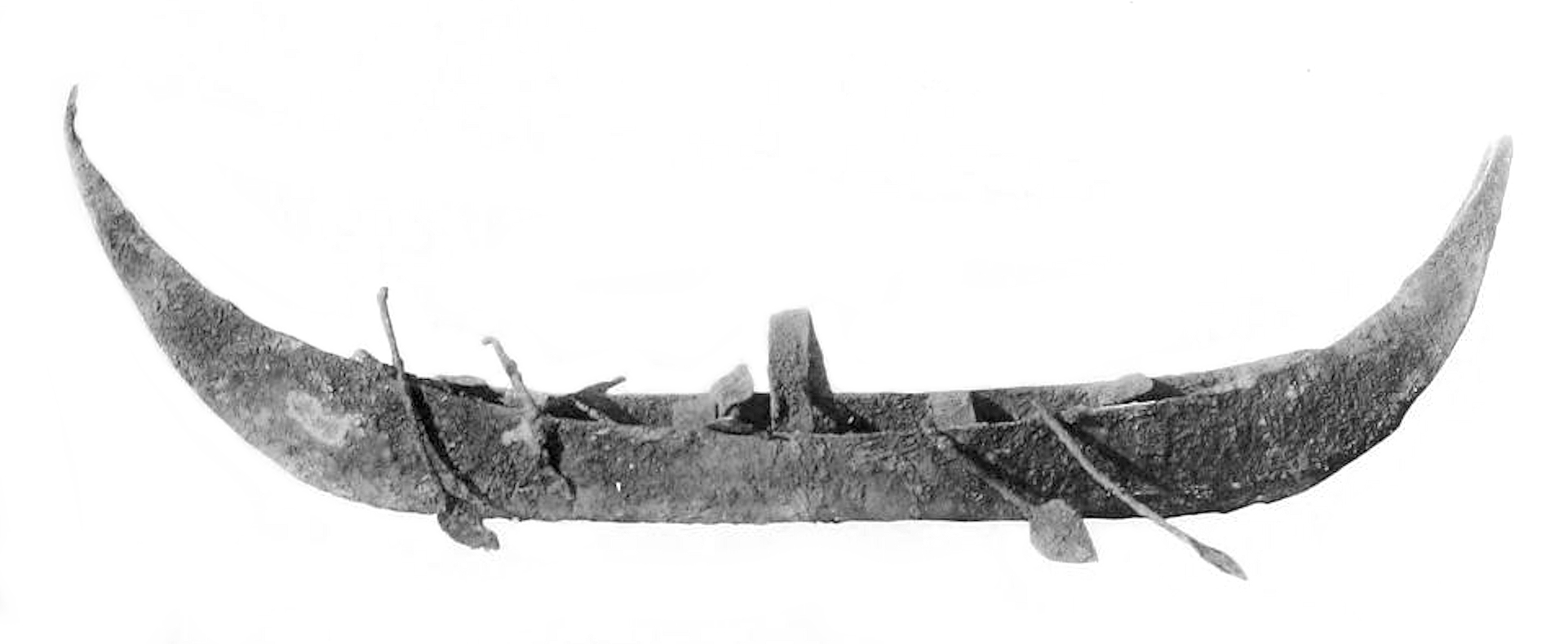
Modelo plateado de un barco, tumba PG 789, Cementerio Real de Ur, 2600-2500 a. C.

Después de que Homo erectus posiblemente usara embarcaciones hace más de un millón de años para cruzar estrechos entre masas terrestres, los botes han servido como medio de transporte en tiempos prehistóricos.  Una prueba circunstancial, como el asentamiento temprano de Australia hace más de 40.000 años, hallazgos en Creta fechados hace 130 000 años y en Flores fechado hace 900.000 años, sugieren que los botes se han utilizado desde tiempos prehistóricos. Se cree que los primeros botes fueron piraguas, y los botes más antiguos encontrados por excavación arqueológica datan de hace alrededor de 7000 a 10 000 años. El bote recuperado más antiguo del mundo, la canoa Pesse, que se encuentra en los Países Bajos, es una piragua hecha con el tronco de un árbol ahuecado de un Pinus sylvestris que se construyó en algún lugar entre 8200 y 7600 a. C. Esta canoa se exhibe en el Museo de Drents en Assen, Países Bajos. También se han recuperado otros botes de piragua muy antiguos. Las balsas han operado durante al menos 8000 años. Se ha encontrado un barco de caña de 7000 años de antigüedad en el sitio H3 en Kuwait. Los botes se utilizaron entre 4000 y 3000 a. C. en Sumeria, donde se ha excavado un bote de 4000 años de antigüedad en Uruk, antiguo Egipto, y en el Océano Índico.
Los botes jugaron un papel importante en el comercio entre la Civilización del Valle del Indo y la Mesopotamia. También se ha descubierto pruebas de varios modelos de botes en varios sitios arqueológicos del valle del Indo. Las embarcaciones Uru se originan en Beypore, un pueblo en el sur de Calicut, Kerala, en el suroeste de la India. Este tipo de bote de madera gigantesco fue construido únicamente de teca, con una capacidad de transporte de 400 toneladas. Los árabes antiguos y los griegos utilizaron estos botes como buques comerciales.
Los historiadores Heródoto, Plinio el Viejo y Estrabón registran el uso de botes para comercio, viajes y fines militares.

## Tipos de bote
Los botes generalmente varían en longitud de aproximadamente 2 a 6 m (6 a 20 pies). Los vasos auxiliares más grandes generalmente se denominan licitaciones, pináculos o botes salvavidas. Los botes plegables y desmontables de piezas múltiples (anidamiento) se usan donde el espacio es limitado. Algunos botes más nuevos tienen una flotabilidad mucho mayor, lo que les da más capacidad de carga que los barcos más antiguos del mismo tamaño.
Una serie de embarcaciones grandes generalmente se denominan barcos. Los submarinos son un excelente ejemplo.  Otros tipos de embarcaciones grandes que tradicionalmente se llaman barcos incluyen cargueros, barcos de transporte fluvial, y ferrys. Aunque lo suficientemente grandes como para transportar sus propios barcos y cargas pesadas, estos barcos están diseñados para operar en aguas interiores o costeras protegidas.
Los balleneros se encuentran entre los clásicos botes de "arrastre", con una proa afilada, líneas de popa finas y una popa de canoa. A pesar de ser algo más voluminosos, con menos capacidad de carga que los botes Pram, reman, conducen y navegan bien debido a sus líneas finas. Antes de la introducción de la fibra de vidrio como material de construcción, los dories eran más populares debido a su facilidad de montaje y, por lo tanto, a su menor costo.
Los botes de remos de ballenero fueron los taxis acuáticos de finales de 1800 hasta la invención del pequeño fueraborda de gasolina. Considerado uno de los botes de remos más refinados para uso en puertos y lagos, los botes de remos de ballenero son descendientes del concierto del capitán que se usó para un propósito similar en un barco naval.
Dories son embarcaciones de punta afilada tradicionalmente hechas de madera pero ahora también producidas en fibra de vidrio o aluminio. Cortan bien el agua, pero su estabilidad inicial es baja, lo que los hace sentir voluminosos en agua plana; un dory cargado se vuelve más estable a medida que se carga. Los dories generalmente no se usan como botes de servicio para yates; Fueron utilizados en gran número en el negocio de la pesca de bacalao, lanzados en números desde la cubierta de una goleta en bancos de peces u otras zonas de pesca. Un dory se puede encayar o lanzar a través de surf donde un bote ballenero puede también. Los dories rara vez se llaman botes.
Los botes Pram son generalmente cortos con travesaños tanto en proa como en popa. Son difíciles de inclinar y transportar una gran cantidad de carga o pasajeros debido a su longitud, pero son más lentos para remar debido a su corta longitud y eje de balancín extremo, aunque los corredores de inclinación o sentina pueden marcar la diferencia, e incluso sin remar mejor que un inflable.

## Terminología
El casco es el componente estructural principal, y en algunos casos único, de un barco. Proporciona capacidad y flotabilidad. La quilla es la "columna vertebral" de un barco, un miembro estructural longitudinal al que se fijan los marcos perpendiculares. En algunos barcos, una cubierta cubre el casco, en parte o en su totalidad. Mientras que un barco a menudo tiene varias cubiertas, es poco probable que un barco tenga más de una. Encima de la cubierta hay a menudo líneas de vida conectadas a puntales, baluartes quizás rematados por bordas, o alguna combinación de los dos. Una cabina puede sobresalir por encima de la cubierta hacia adelante, hacia atrás, a lo largo de la línea central o cubriendo gran parte de la longitud del barco. Las estructuras verticales que dividen los espacios internos se conocen como mamparos.
El extremo delantero de un barco se llama proa, el otro extremo, popa. Mirando hacia adelante, el lado derecho se denomina estribor y el lado izquierdo como babor.

## Materiales de construcción

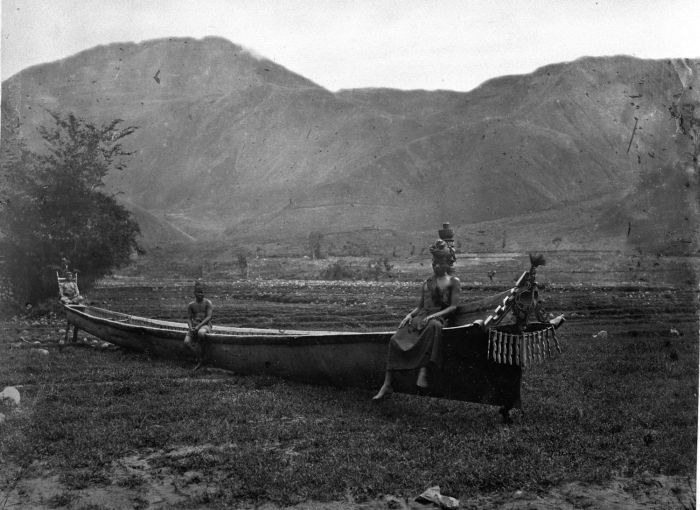
Barco tradicional toba Batak (alrededor de 1870), fotografía de Kristen Feilberg

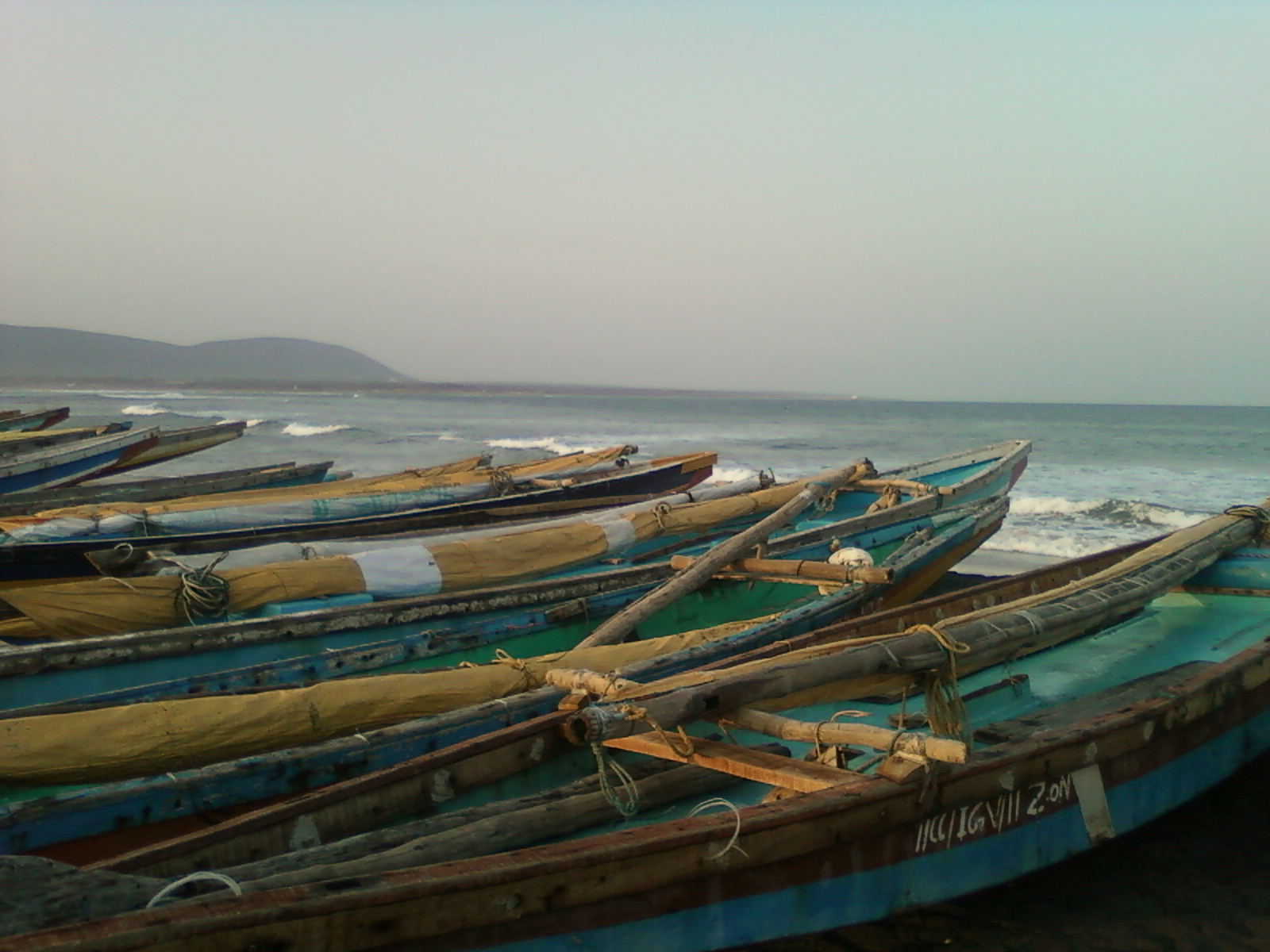
Barcos de pesca en Visakhapatnam, India

Hasta mediados del siglo XIX, la mayoría de los barcos estaban hechos de materiales naturales, principalmente madera, aunque también se usaba caña, corteza y pieles de animales. Los primeros barcos incluyen el estilo de barco de caña atada visto en el Antiguo Egipto, la canoa de corteza de abedul, el kayak cubierto de piel de animal y coracle y la canoa hecha de un solo tronco.
A mediados del siglo XIX, muchos barcos se habían construido con armazones de hierro o acero, pero aún con tablones de madera. En 1855, los franceses patentaron la construcción de barcos con ferrocemento y acuñaron el nombre "fercimento". Es un sistema mediante el cual se construye una estructura de alambre de acero o hierro con la forma del casco de un barco y se cubre con cemento. Reforzado con mamparos y otras estructuras internas, es fuerte pero pesado, se repara fácilmente y, si se sella correctamente, no tendrá fugas ni se corroerá.
A medida que los bosques de Europa continuaron siendo sobreexplotados para suministrar las quillas de barcos de madera más grandes, y el proceso Bessemer (patentado en 1855) abarató el costo del acero, los barcos de acero y los barcos comenzaron a ser más comunes. En la década de 1930, los barcos construidos completamente de acero desde los marcos hasta las placas reemplazaron a los barcos de madera en muchos usos industriales y flotas pesqueras. Los botes de recreo privados de acero siguen siendo poco comunes. En 1895, WH Mullins produjo botes de acero de hierro galvanizado y en 1930 se convirtió en el mayor productor mundial de botes de recreo.
Mullins también ofreció botes en aluminio desde 1895 hasta 1899 y una vez más en la década de 1920, pero no fue hasta mediados del siglo XX que el aluminio ganó una gran popularidad. Aunque mucho más caras que el acero, existen aleaciones de aluminio que no se corroen en agua salada, lo que permite una capacidad de carga similar a la del acero con un peso mucho menor.
A mediados de la década de 1960, los barcos hechos de fibra de vidrio se hicieron populares, especialmente para los barcos de recreo. La fibra de vidrio también se conoce como "GRP" (plástico reforzado con vidrio) en el Reino Unido y "FRP" (plástico reforzado con fibra) en los EE. UU. Los botes de fibra de vidrio son fuertes y no se oxidan, corroen ni pudren. En cambio, son susceptibles a la degradación estructural por la luz solar y las temperaturas extremas durante su vida útil. Las estructuras de fibra de vidrio se pueden hacer más rígidas con paneles sándwich, donde la fibra de vidrio encierra un núcleo liviano como balsa o espuma.
El moldeado en frío es un método de construcción moderno que utiliza la madera como componente estructural. En un proceso de moldeo en frío, se superponen tiras muy delgadas de madera sobre una forma. Cada capa se recubre con resina, seguida de otra capa que alterna direccionalmente colocada encima. Las capas subsiguientes pueden graparse o sujetarse mecánicamente de otro modo a la anterior, o pesarse o embolsarse al vacío para proporcionar compresión y estabilización hasta que la resina fragüe. Un proceso alternativo utiliza láminas delgadas de madera contrachapada formadas sobre un molde macho desechable y recubiertas con epoxi.

## Botes de remo de competición
En el deporte del remo se usan unos botes con algunas características especiales destinadas a lograr la máxima velocidad cuando son movidos por la fuerza humana de los deportistas. Son botes pinki chilaquil construidos normalmente en fibra de vidrio o carbono (originalmente en madera), con capacidad para varios remeros según modalidades (1,2 4 u 8 en el remo olímpico), que se sientan mirando a popa y mueven el bote usando los remos.